# Чамперіко
Чампері́ко (Champerico) — місто на півдні Гватемали, на узбережжі Тихого океану, в департаменті Реталулеу.
Населення — 4000 осіб (1974).
Залізнична станція, зв'язане автошляхами з містом Кесальтенанго. Морський порт — вивіз кави, рису, бананів, цукру, пиломатеріалів.
Розвинуте рибальство. Уздовж узбережжя гарні пляжі.